# Teucholabis (Teucholabis) chalybeiventris
Teucholabis (Teucholabis) chalybeiventris is een tweevleugelige uit de familie steltmuggen (Limoniidae). De soort komt voor in het Neotropisch gebied.